# Ma-13
La Ma-13 est une autoroute autonome appartenant aux Iles Baléares qui est destinée à relier Palma de Majorque à sa Pobla au nord-ouest de l'île le long de la côte. 

En effet, elle permet de desservir toute la zone est de l'île afin de relier toutes les stations balnéaires de la côte.